# Costes de Sant Romà
Les Costes de Sant Romà són unes costes situades al vessant dret de la Rasa de la Codina i de la Rasa del Puit a l'oest del Serrat de Sant Roma. Pertanyen al poble de Sant Climenç, al municipi de Pinell de Solsonès, comarca del Solsonès.